# Nemějice
Nemějice jsou malá vesnice, část obce Slabčice v okrese Písek v Jihočeském kraji. Nachází se asi jeden kilometr východně od Slabčic. Prochází zde silnice II/105. Je zde evidováno 43 adres. V roce 2011 zde trvale žilo 58 obyvatel.
Nemějice jsou také název katastrálního území o rozloze 3,56 km².

## Historie
První písemná zmínka o vesnici pochází z roku 1379. V roce 1890 zde bylo 39 domů a 218 obyvatel.

## Obyvatelstvo
| Rok            | 1869 | 1880 | 1890 | 1900 | 1910 | 1921 | 1930 | 1950 | 1961 | 1970 | 1980 | 1991 | 2001 | 2011 | 2021 |
| -------------- | ---- | ---- | ---- | ---- | ---- | ---- | ---- | ---- | ---- | ---- | ---- | ---- | ---- | ---- | ---- |
| Počet obyvatel | 251  | 248  | 218  | 210  | 226  | 236  | 224  | 167  | 169  | 149  | 111  | 98   | 81   | 58   | 66   |
| Počet domů     | 35   | 39   | 39   | 42   | 39   | 39   | 40   | 41   | 39   | 37   | 32   | 33   | 37   | 40   | 41   |

## Obecní správa
Při sčítání lidu v letech 1850–1920 Nemějice byly osadou obce Písecká Smoleč v okrese Písek. V letech 1921–1963 byly samostatnou obcí, se kterým patřily nejprve do okresu Písek, ale v roce 1950 v okrese Týn nad Vltavou. Od roku 1964 jsou částí obce Slabčice v okrese Písek.

## Pamětihodnosti
- Návesní kaple je zhruba okolo roku 1777, je zasvěcena svatému Janu Nepomuckému. V nice nad vchodem do kaple je výmalba světce.[11]
- Kříž u komunikace vedoucí z vesnice k hoře Tábor
- Kříž na hoře Tábor, nebo též Burkovák, v katastru vesnice
- Halštatské kultovní místo a mohylové pohřebiště Burkovák[12]
- Mohylové pohřebiště na jižním svahu kopce Čepinec[13]

## Zajímavosti
- Jednotlivé umístěné kameny, novodobé megalitické stavby v katastru obce nedaleko pod horou Tábor. Nazývají se Kruh.

## Galerie

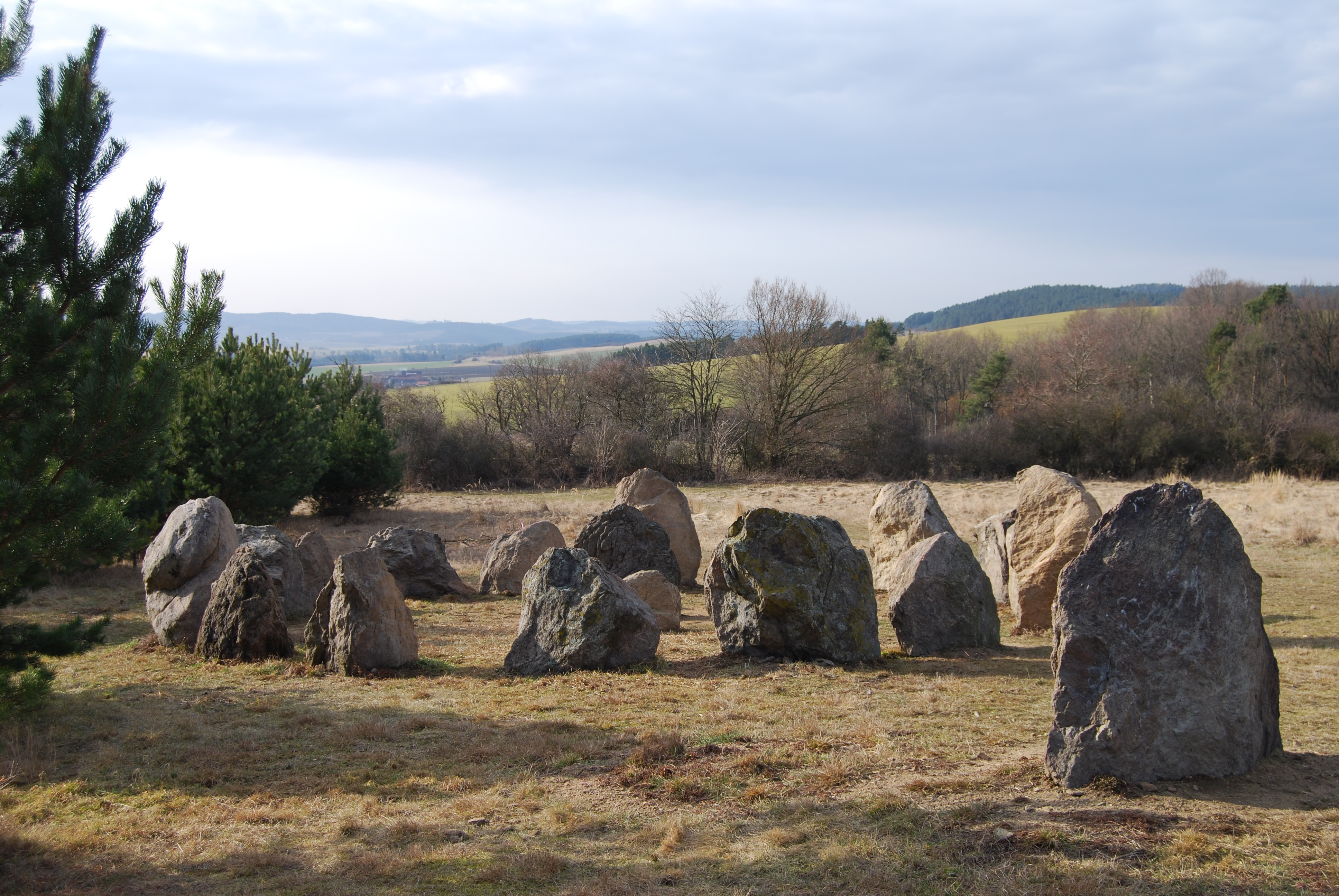
Novodobé megalitické stavby
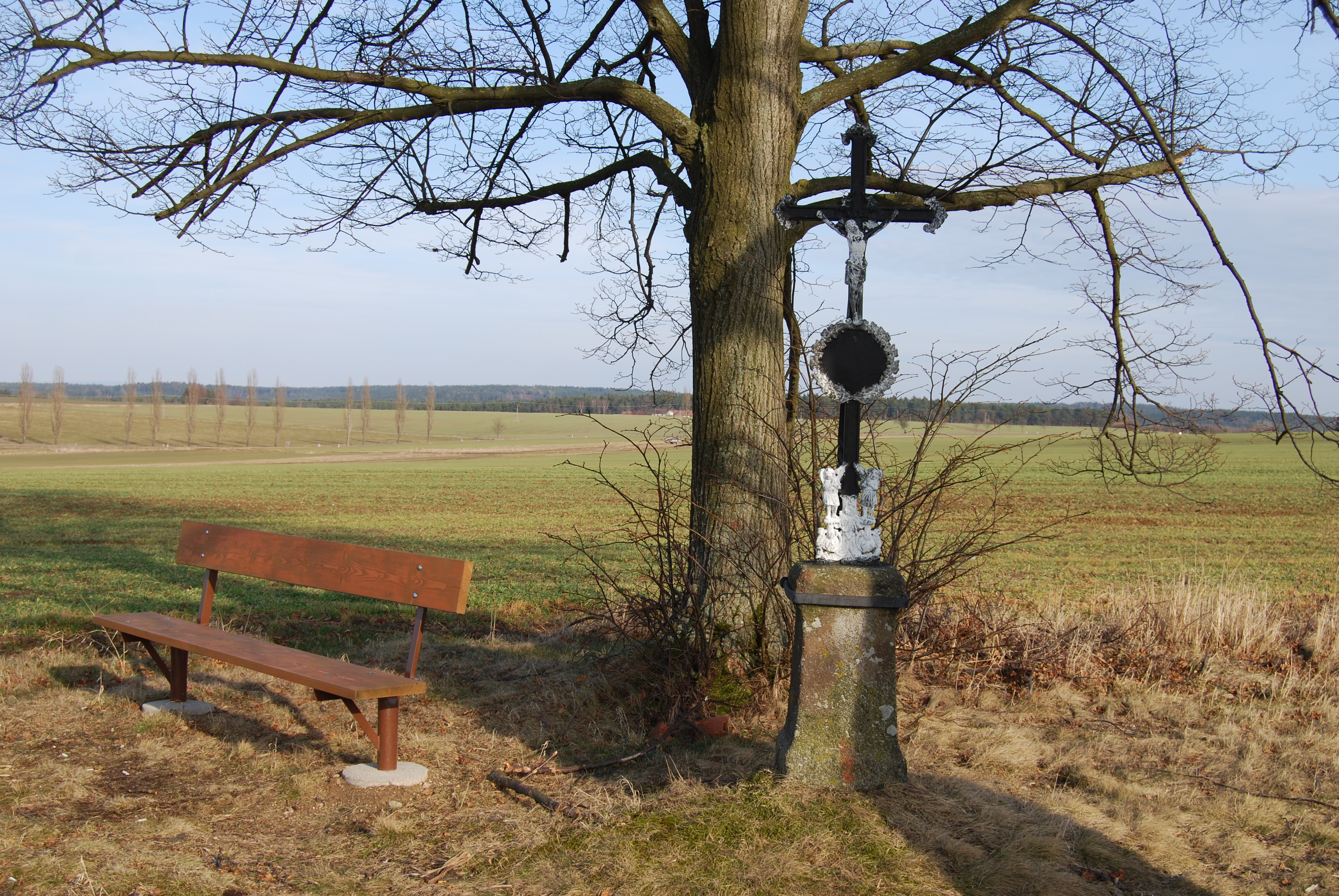
Kříž u komunikace k hoře Tábor
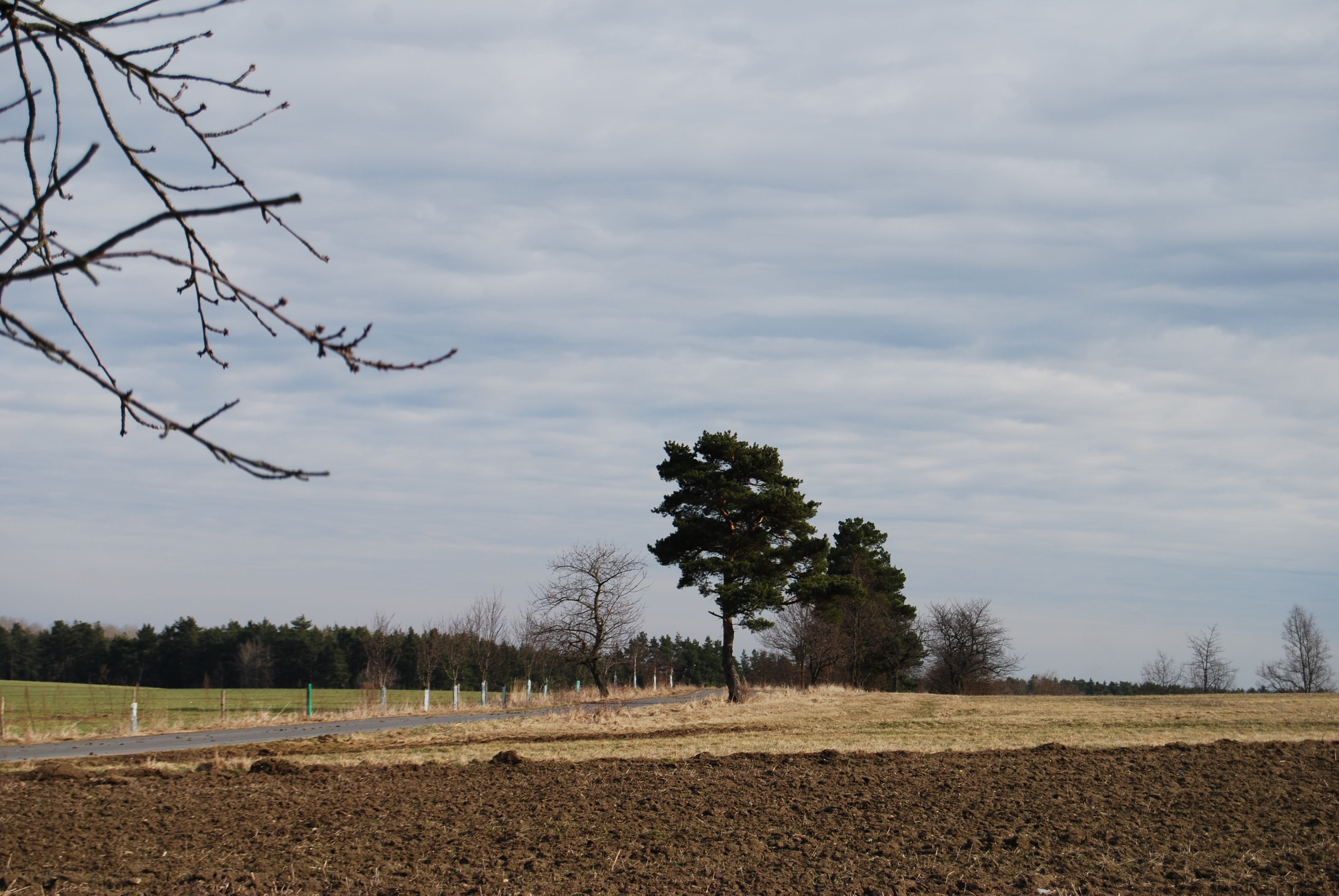
Pohled na okolí vesnice